# Bill Metoyer
Bill Metoyer (Los Angeles, Kalifornia, 1960. március 23. –) amerikai rockzenei producer és hangmérnök.
1979-ben kezdte pályáját a hollywoodi Track Record stúdióban, ahol hamarosan vezető hangmérnök lett. 1983-tól az akkor induló Metal Blade Records producere lett. A kiadó égisze alatt olyan zenekarok lemezein dolgozott, mint a Slayer, az Armored Saint, a Fates Warning, a Trouble, a D.R.I., a Helstar, a Flotsam and Jetsam, vagy a Sacred Reich. 1987-től függetlenként dolgozott tovább. Saját produkciós cégét és hangstúdióját 1995-ben hozta létre Skull Seven néven. 2016 márciusától az olasz Alpha Omega Management amerikai részlegének A&R szakembere.

## Diszkográfia
Fontosabb munkái időrendben.
| - Armored Saint (EP, 1983) hangmérnök - Saints Will Conquer (koncertalbum, 1988) hangmérnök - Revelation (2000) keverés - Win Hands Down (2015) producer - Show No Mercy (1983) hangmérnök - Live Undead (koncertalbum, 1984) hangmérnök - Haunting the Chapel (EP, 1984) hangmérnök - Hell Awaits (1985) hangmérnök - Trouble/Psalm 9 (1984) producer, hangmérnök - The Skull (1985) producer, hangmérnök - The Distortion Field (2013) keverés - Night on Bröcken (1984) keverés - The Spectre Within (1985) hangmérnök - Awaken the Guardian (1986) hangmérnök - Inside Out (1994) producer, hangmérnök - Still Life (koncertalbum, 1998) hangmérnök - Battle Cry (1984) hangmérnök - Warning in Danger (1985) hangmérnök - The Curse (1986) producer, hangmérnök, keverés - Nightmares (EP, 1987) hangmérnök - The Best of Omen: Teeth of the Hydra (válogatás, 1989) keverés - You Axed for It (1985) hangmérnök - Up the Dose (1986) hangmérnök - Sex, Drugs & Rock 'n' Roll (koncertalbum, 1989) hangmérnök (B-oldal: Live in Seattle, 1989) - Over the Top (2005) hangmérnök, keverés | - Doomsday for the Deceiver (1986) hangmérnök - No Place for Disgrace (1988) producer, hangmérnök - High (1997) hangmérnök, keverés - My God (2001) producer, hangmérnök, keverés - Crossover (1987) producer, hangmérnök, keverés - 4 of a Kind (1988) producer, hangmérnök, keverés - Live at the Ritz (koncertvideo, 1988) keverés - Thrash Zone (1989) producer, hangmérnök, keverés - But Wait... There's More! (EP, 2016) hangmérnök, keverés - Ignorance (1987) producer, hangmérnök - Surf Nicaragua (EP, 1988) producer - The American Way (1990) producer, hangmérnök - Heal (1996) producer, hangmérnök, keverés - Still Ignorant (1987-1997) (koncertalbum, 1997) keverés - A Distant Thunder (1988) producer, hangmérnök, keverés - Nosferatu (1989) producer, hangmérnök - Sins of the Past (2007) producer, hangmérnök, keverés, maszterelés - Vampiro (2016) keverés - Stop the Bleeding (1990) keverés, maszterelés - Psycho Surgery (1991) producer - Pathogenic Ocular Dissonance (1992) producer, hangmérnök, keverés - Crawl to China (1997) producer - Acoustic Archives (válogatás, 1998) producer - Microscopic View of a Telescopic Realm (2000) producer - Where Moth and Rust Destroy (2003) producer - Helldorado (1999) hangmérnök - Dying for the World (2002) producer, hangmérnök, keverés |

## További információ
- Bill Metoyer a Skull Seven hivatalos honlapján